# 火星数据包
火星数据包（英語：Martian packet）是指在公共互联网上出现的一种IP数据包，其源地址或目的地址属于互联网号码分配局（IANA）为特殊用途保留的地址范围，这些范围在RFC 1812附录B（火星地址过滤）中定义。在公共互联网上，这种数据包要么伪造了源地址，实际上未从其声称的地址发出，要么无法被正常传递。RFC 1812第5.3.7节（火星地址过滤）中明确要求过滤这些数据包，即不应转发它们。
火星数据包通常出现在拒绝服务攻击中，攻击者通过伪造IP地址（即IP地址欺骗）来制造这类数据包。此外，网络设备故障或主机配置错误也可能导致火星数据包的出现。在Linux系统中，火星数据包是指内核在某个网络接口上接收到的IP数据包，而根据路由表，该数据包的源IP地址本应在另一个接口上出现。
“火星数据包”这一名称来源于“来自火星的数据包”，意指这些数据包似乎不属于地球，来源异常。

## IPv4和IPv6
无论是IPv4还是IPv6，火星数据包的源地址、目的地址或两者都属于特殊用途地址范围。

## 过渡机制

### 6to4
6to4是一种IPv6转换技术，其中IPv6地址对源IPv4地址进行编码，以便每个IPv4 /32都有一个相应的、唯一的IPv6 /48前缀。因为6to4中继使用编码值来确定6to4隧道的终端站点，与IPv4火星相对应的6to4地址不可路由，不应出现在公共互联网上。

### Teredo隧道
Teredo是另一种IPv6转换技术，它在IPv6地址中对源IPv4地址进行编码。然而，编码格式在IPv4客户端地址之前对Teredo服务器地址和隧道信息进行编码。因此，没有可定义的比2001:0::/32更具体的前缀集，用于具有火星终端站点地址的Teredo数据包。然而，可以通过将Teredo服务器IPv4地址设置为火星来伪造Teredo数据包。